# Final de la Copa Mundial de Fútbol Sub-20 de 2011
La final de la Copa Mundial de Fútbol Sub-20 de 2011 se disputó el 20 de agosto en el Estadio Nemesio Camacho El Campín de la ciudad de Bogotá, Colombia.
Este encuentro lo protagonizaron las selecciones de Brasil y Portugal, que se clasificaron tras vencer a México y Francia respectivamente en las semifinales. El equipo brasileño derrotó a los portugueses tres goles por dos siendo todas las tres anotaciones verde-amarelas convertidas por el jugador Oscar a los minutos 5, 78 y 110 quitándole el invicto al arquero Mika, los goles lusitanos llegaron por parte de los jugadores Alex al minuto 9 y Nélson Oliveira al minuto 59. Llegando Brasil a conseguir su quinto título mundial en la Copa Mundial de Fútbol Sub-20.

## Enfrentamiento
| Bandera de Brasil | vs. | Bandera de Portugal |
| Brasil 3          | vs. | Portugal 2          |
| ----------------- | --- | ------------------- |

### Brasil - Portugal
| 1          | POR        | Gabriel           |     |
| 2          | DEF        | Danilo            |     |
| 3          | DEF        | Bruno Uvini       |     |
| 4          | DEF        | Juan Jesus        |     |
| 5          | MED        | Fernando          |     |
| 8          | MED        | Casemiro          |     |
| 9          | DEL        | Willian           | 46' |
| 10         | MED        | Philippe Coutinho | 62' |
| 11         | MED        | Oscar             |     |
| 16         | DEF        | Gabriel Silva     | 46' |
| 19         | DEL        | Henrique          |     |
| Entrenador | Entrenador | Ney Franco        |     |

| 1          | POR        | Mika            |      |
| 2          | MED        | Pelé            |      |
| 4          | DEF        | Nuno Reis       |      |
| 5          | DEF        | Roderick        |      |
| 7          | DEL        | Nélson Oliveira |      |
| 8          | DEF        | Cédric          | 57'  |
| 10         | MED        | Saná            | 100' |
| 14         | DEL        | Alex            | 82'  |
| 15         | MED        | Danilo          |      |
| 17         | MED        | Sérgio Oliveira |      |
| 20         | DEF        | Mario Rui       |      |
| Entrenador | Entrenador | Ilidio Vale     |      |

| 7  | MED | Dudu    | 62' |
| 14 | MED | Allan   | 46' |
| 20 | DEL | Negueba | 46' |

| 6  | MED | Julio Alves  | 57'  |
| 11 | DEL | Caetano      | 82'  |
| 18 | MED | Ricardo Dias | 100' |

| Anotado | 5'   | Oscar | 1-0 |
| Anotado | 78'  | Oscar | 2-2 |
| Anotado | 110' | Oscar | 3-2 |

| Anotado | 9'  | Alex            | 1-1 |
| Anotado | 59' | Nélson Oliveira | 1-2 |

| Amonestado | 45+1' | Henrique   |
| Amonestado | 74'   | Juan Jesus |

| Amonestado | 28' | Roderick        |
| Amonestado | 36' | Pelé            |
| Amonestado | 38' | Sérgio Oliveira |
| Amonestado | 85' | Julio Alves     |
| Amonestado | 88' | Saná            |
| Amonestado | 98' | Nélson Oliveira |

| Árbitro             | Mark Geiger  |
| Árbitros asistentes | Mark Hurd    |
| Árbitros asistentes | Joe Fletcher |
| Cuarto árbitro      | Kim Dong Jin |

| 1          | POR        | Gabriel           |     |
| 2          | DEF        | Danilo            |     |
| 3          | DEF        | Bruno Uvini       |     |
| 4          | DEF        | Juan Jesus        |     |
| 5          | MED        | Fernando          |     |
| 8          | MED        | Casemiro          |     |
| 9          | DEL        | Willian           | 46' |
| 10         | MED        | Philippe Coutinho | 62' |
| 11         | MED        | Oscar             |     |
| 16         | DEF        | Gabriel Silva     | 46' |
| 19         | DEL        | Henrique          |     |
| Entrenador | Entrenador | Ney Franco        |     |

| 1          | POR        | Mika            |      |
| 2          | MED        | Pelé            |      |
| 4          | DEF        | Nuno Reis       |      |
| 5          | DEF        | Roderick        |      |
| 7          | DEL        | Nélson Oliveira |      |
| 8          | DEF        | Cédric          | 57'  |
| 10         | MED        | Saná            | 100' |
| 14         | DEL        | Alex            | 82'  |
| 15         | MED        | Danilo          |      |
| 17         | MED        | Sérgio Oliveira |      |
| 20         | DEF        | Mario Rui       |      |
| Entrenador | Entrenador | Ilidio Vale     |      |

| 7  | MED | Dudu    | 62' |
| 14 | MED | Allan   | 46' |
| 20 | DEL | Negueba | 46' |

| 6  | MED | Julio Alves  | 57'  |
| 11 | DEL | Caetano      | 82'  |
| 18 | MED | Ricardo Dias | 100' |

| Anotado | 5'   | Oscar | 1-0 |
| Anotado | 78'  | Oscar | 2-2 |
| Anotado | 110' | Oscar | 3-2 |

| Anotado | 9'  | Alex            | 1-1 |
| Anotado | 59' | Nélson Oliveira | 1-2 |

| Amonestado | 45+1' | Henrique   |
| Amonestado | 74'   | Juan Jesus |

| Amonestado | 28' | Roderick        |
| Amonestado | 36' | Pelé            |
| Amonestado | 38' | Sérgio Oliveira |
| Amonestado | 85' | Julio Alves     |
| Amonestado | 88' | Saná            |
| Amonestado | 98' | Nélson Oliveira |

| Árbitro             | Mark Geiger  |
| Árbitros asistentes | Mark Hurd    |
| Árbitros asistentes | Joe Fletcher |
| Cuarto árbitro      | Kim Dong Jin |

| \| Estadísticas \| \| \| \| Tiros \| 21 \| 18 \| \| Tiros a puerta \| 13 \| 5 \| \| Faltas \| 16 \| 16 \| \| Saques de esquina \| 8 \| 3 \| \| Penales \| 0 \| 0 \| \| Fueras de juego \| 2 \| 2 \| \| Posesión del Balón \| 51% \| 49% \| | Alineación inicial |                     |
| Estadísticas | Bandera de Brasil  | Bandera de Portugal |
| Tiros | 21                 | 18                  |
| Tiros a puerta | 13                 | 5                   |
| Faltas | 16                 | 16                  |
| Saques de esquina | 8                  | 3                   |
| Penales | 0                  | 0                   |
| Fueras de juego | 2                  | 2                   |
| Posesión del Balón | 51%                | 49%                 |

|                           |
| Bandera de Brasil         |
| Campeón Brasil 5.º título |